# Cmentarz Inwalidów w Berlinie

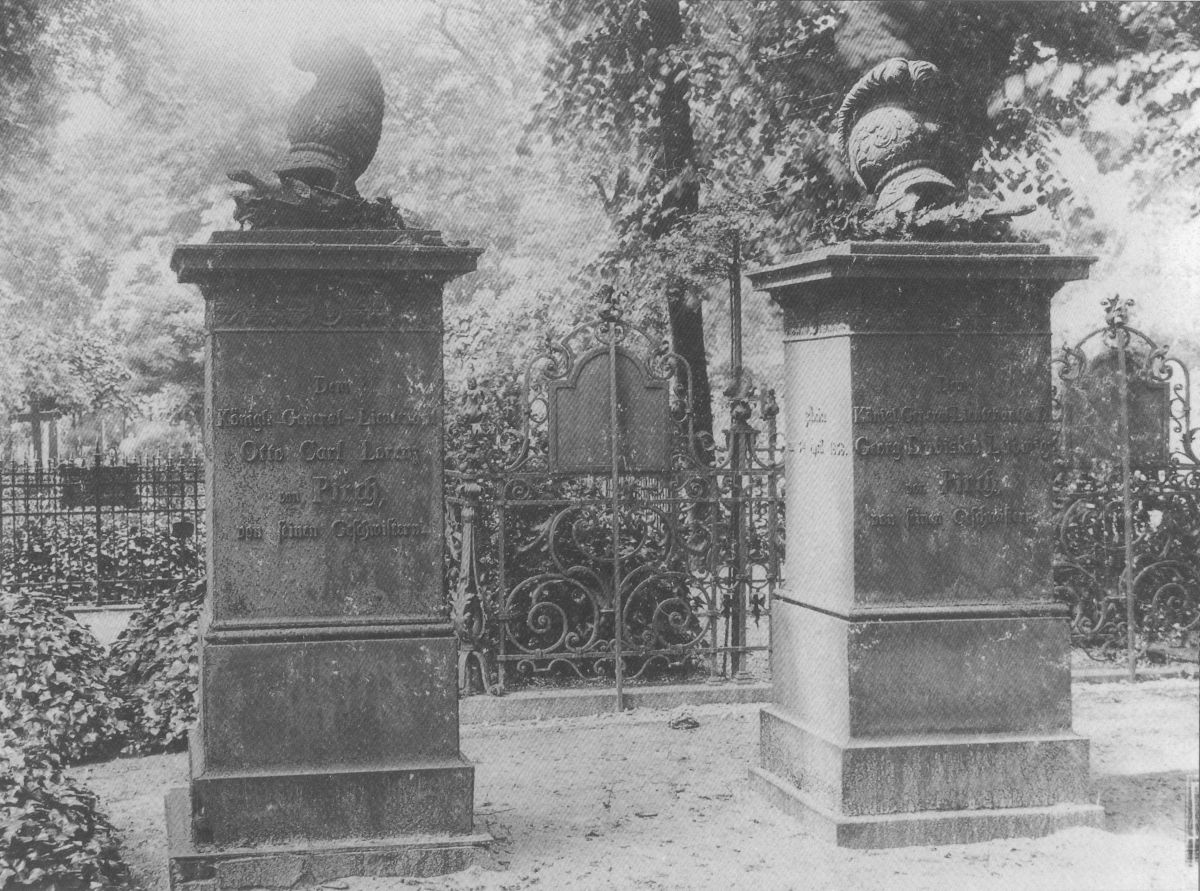
Najstarsze znane zdjęcie Cmentarza Inwalidów w Berlinie, 1897

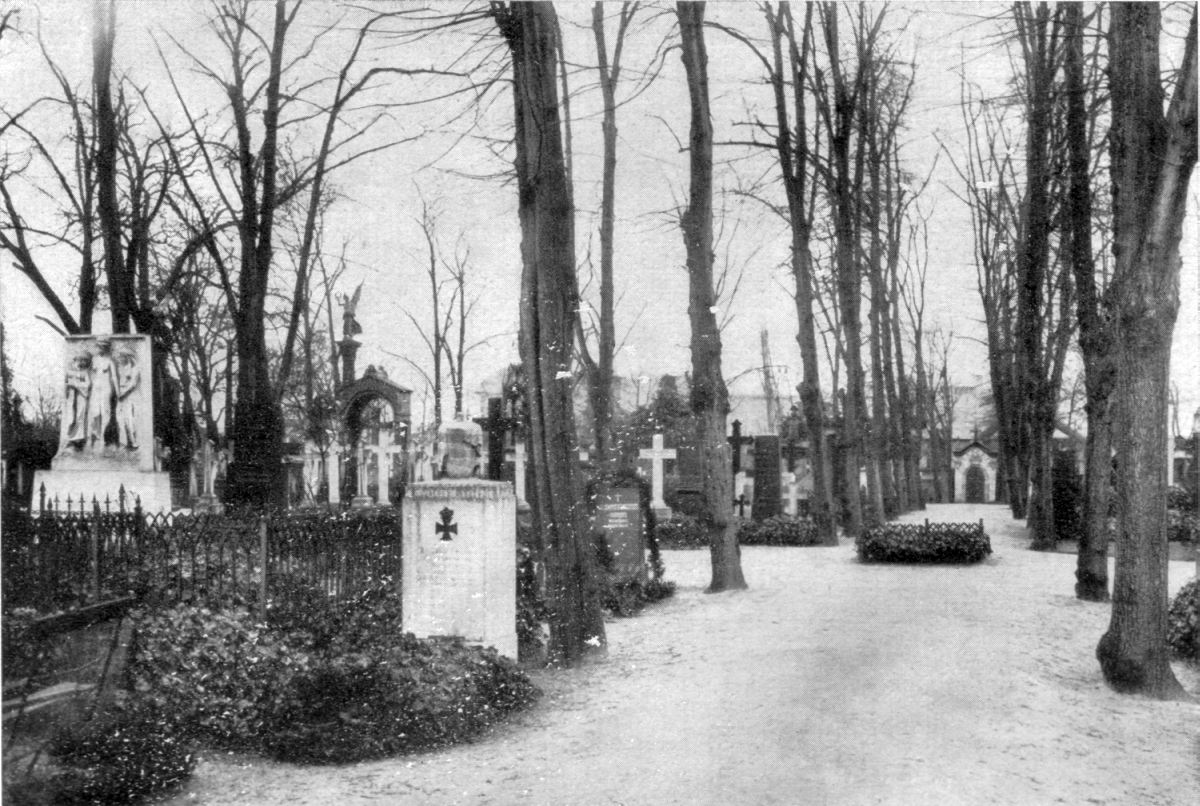
Cmentarz Inwalidów w Berlinie, 1925

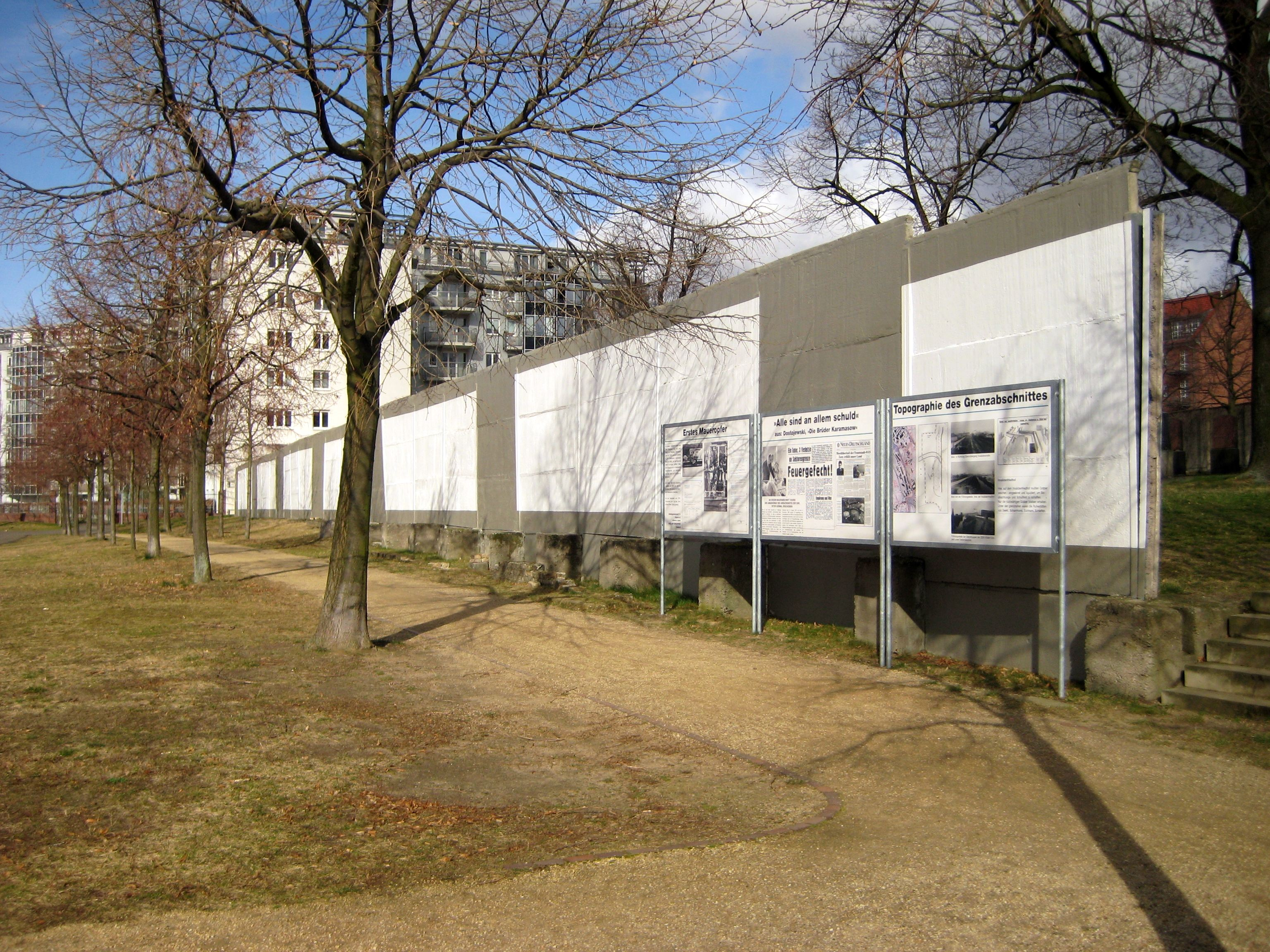
Pozostałości Muru Berlińskiego na Cmentarzu Inwalidów w Berlinie, 2008

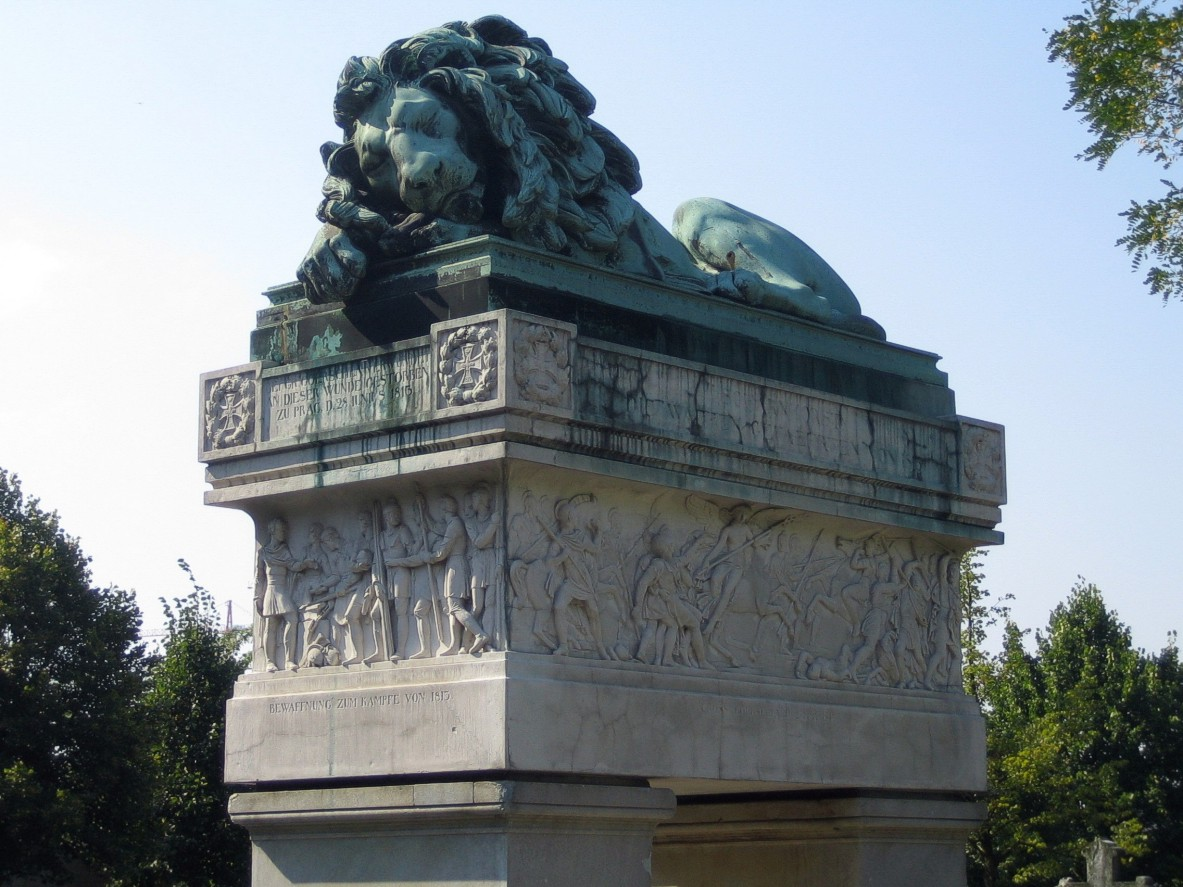
Grobowiec generała Gerharda von Scharnhorsta z 1834

Cmentarz Inwalidów w Berlinie (niem. Invalidenfriedhof) – jeden z najstarszych cmentarzy w Berlinie, założony w 1748 roku jako miejsce pochówku inwalidów z pierwszych wojen śląskich, zamieszkałych w pobliskim przytułku (czemu zawdzięcza swą nazwę). W 1824 roku stał się miejscem pochówku wysokich rangą wojskowych pruskich. Znajdują się na nim też groby uczestników niemieckich walk wyzwoleńczych z lat 1813–1815 oraz żołnierzy poległych podczas Wiosny Ludów.
W okresie Republiki Weimarskiej stał się miejscem spoczynku dowódców z okresu I wojny światowej, a po dojściu Adolfa Hitlera do władzy również funkcjonariuszy III Rzeszy. Po II wojnie światowej nagrobki o nazistowskiej wymowie zostały zlikwidowane przez administrację okupacyjną, choć ciała nazistów nie zostały ekshumowane. W 1951 roku nekropolia została zamknięta dla publiczności.
W latach 60. i 70. został zdewastowany przez oddziały NVA. Jedynie fakt, że był on miejscem pochówku wojskowych pruskich uznanych przez armię NRD za jej poprzedników, ocalił nekropolię przed całkowitą likwidacją. Po upadku Muru Berlińskiego cmentarz został uznany za obiekt zabytkowy i objęty ochroną. Rozpoczęto też prace renowacyjne.

## Pochowani
Wśród pochowanych są m.in.:
- Hans Karl von Winterfeldt
- Gerhard von Scharnhorst
- Job von Witzleben
- Bogislav Friedrich Emanuel von Tauentzien
- Friedrich August von Holstein
- Karl Friedrich Friesen
- Hermann von Boyen
- Gustav von Rauch
- August Hiller von Gaertringen
- Alfred von Schlieffen
- Karl von Schönberg
- Helmuth von Moltke (młodszy)
- Moritz von Bissing
- Hans Joachim Buddecke
- Maximilian von Prittwitz und Gaffron
- Hermann von Eichhorn
- Olivier Freiherr von Beaulieu-Marconnay
- Robert von Klüber
- Rudolph Berthold
- Hans Hartwig von Beseler
- Friedrich von Baudissin
- Manfred von Richthofen
- Max Hoffmann
- Josias von Heeringen
- Ludwig von Schröder
- Werner von Frankenberg zu Proschlitz
- Ludwig von Falkenhausen
- Hans von Seeckt
- Hans Maikowski
- Adolf Karl von Oven
- Rochus Schmidt
- Oskar von Watter
- Werner von Fritsch
- Wolff von Stutterheim
- Lothar von Arnauld de la Perière
- Friedrich-Carl Cranz
- Ernst Udet
- Werner Mölders
- Walter von Reichenau
- Herbert Geitner
- Fritz Todt
- Reinhard Heydrich
- Curt Haase
- Hermann von der Lieth-Thomsen
- Carl August von Gablenz
- Hans Fuß
- Hans-Valentin Hube
- Rudolf Schmundt
- Walter Marienfeld